# Dane Kelly
Dane Kelly (Parroquia de Saint Catherine, Jamaica; 9 de febrero de 1991) es un futbolista jamaicano. Juega de delantero. Es internacional absoluto por la selección de Jamaica desde 2017.

## Trayectoria
Kelly comenzó su carrera en el Tivoli Gardens FC de la Liga Premier Nacional de Jamaica y desde 2011 continuó su carrera en Estados Unidos, precisamente en el Charleston Battery donde se fue cedido y fichó en 2014.
El 9 de marzo de 2018, el delantero fichó con el D. C. United de la MLS.

## Selección nacional
Debutó por la selección de Jamaica el 2 de septiembre de 2017 ante Canadá por un amistoso.

## Clubes
| Club                        | País           | Año       |
| --------------------------- | -------------- | --------- |
| Tivoli Gardens FC           | Jamaica        | 2010-2014 |
| Charleston Battery (Cedido) | Estados Unidos | 2011-2013 |
| Charleston Battery          | Estados Unidos | 2014-2015 |
| Swope Park Rangers          | Estados Unidos | 2016      |
| Reno 1868                   | Estados Unidos | 2017      |
| D.C. United                 | Estados Unidos | 2018      |
| Richmond Kickers (Cedido)   | Estados Unidos | 2018      |
| Indy Eleven                 | Estados Unidos | 2019      |
| Charlotte Independence      | Estados Unidos | 2020      |
| Bnei Sakhnin FC             | Israel         | 2021      |
| Charlotte Independence      | Estados Unidos | 2021      |
| Pittsburgh Riverhounds      | Estados Unidos | 2022      |
| Charlotte Independence      | Estados Unidos | 2023-2024 |

## Palmarés

### Títulos nacionales
| Título  | Club               | País           | Año  |
| ------- | ------------------ | -------------- | ---- |
| USL Pro | Charleston Battery | Estados Unidos | 2012 |

### Distinciones individuales
| Distinción                                | Año  |
| ----------------------------------------- | ---- |
| Jugador más valioso: United Soccer League | 2017 |
| Máximo goleador: United Soccer League     | 2017 |